# Alien vs. Predator 2 (film)
Alien vs. Predator 2 (originaltitel: Aliens vs Predator: Requiem) er en amerikansk science fiction-film fra 2007. Filmen er en direkte efterfølger til Alien vs. Predator i 2004.

## Handling
Alien vs Predator 2 starter med sammenhæng fra den første, hvor en predator bliver befrugtet; altså en chestburster der kommer op af ham, men normalt kommer de op af et menneske, så derfor er det en lidt anden skabning; nemlig en blanding af en alien og en predator (kaldes predalien). Efter den slipper løs på et "predator ship" (skib), hvor en predators skud punkterer skibet skrog, og skibet styrter ned i skoven udenfor byen Gunnison i staten Colorado, angriber to facehuggers en dreng og en mand der er på jagt i skoven, og snart kommer de to chestbursters ud af maven på dem, hvorefter der er en predalien og to aliens løs. Kort efter ankommer en predator, hvis mission er at dræbe aliens og predalien, og snart begynder alletiders mareridt for menneskeheden.

## Medvirkende
- Steven Pasquale som Dallas
- John Ortiz som Sherif Morales
- Reiko Aylesworth som Kelly O'Brien
- Johnny Lewis som Ricky
- Ariel Gade som Molly O'Brien
- David Paetkau som Dale
- Chelah Horsdal som Darcy Benson
- Gina Holden som Carrie Adams
- Ty Olsson som Nathan